# Жандарм із Сан-Тропе
«Жандарм із Сен-Тропе» (фр. Le Gendarme de Saint-Tropez) — франко-італійська кінокомедія за участю Луї де Фюнеса, перший з шести фільмів про жандарма.

## Сюжет
Одна із найзнаменитіших комедій за участю короля жанру — незрівнянного Луї де Фюнеса. У чарівне курортне містечко Сен-Тропе на підвищення переводять бравого сержанта Крюшо (де Фюнес) із красунею-дочкою Ніколь. Добрі, але придуркуваті жандарми приймають нового колегу з радістю. Але радість була недовгою… Ще безглуздіший, ніж підлеглі, Крюшо із запопадливістю заступає на захист закону. Небезпечне полювання на нудистів, тренування по швидкому роздяганню, пошуки вкраденої з музею безцінної картини й неочікуване спіймання банди небезпечних гангстерів, виховання легковажної дочки — це вам не злодюжок, що промишляють чужими курми, ловити.

## У ролях
- Луї де Фюнес
- Женев'єва Град
- Мішель Галабрю
- Деніел Кочі
- Марія Паком
- Клод Піпло
- Габріеле Тінті
- Мішель Варн'є